# グレッグ・ギルモア
グレッグ・ギルモア（Greg Gilmore、1962年1月3日 - ）は、アメリカ合衆国のミュージシャン、ドラマー。
フランスで生まれ、シアトルで育つ。10ミニット・ウォーニングを経てマザー・ラヴ・ボーンに加入。その後もジャック・エンディノとのコラボレーションなどで活動。